# Жути чуперак (биљка)
Жути чуперак (Alyssum murale или Odontarrhena muralis) је вишегодишња биљка из породице Brassicaceae са ситним жутим цветовима и уским листовима.

## Опис
Поседује врло снажан и разгранат корен. Од корена крећу стабљике које су у почетном делу дрвенасте, покривене звездастим длакама, а даље се настављају у зељастој форми. Стабљике су многобројне, усправне и достижу висину од 25-70 cm. Изданци су стерилни. Листови су распоређени дуж целе биљке до цвасти. Доњи листови су збијени у розету. Облик им је издужено објајаст или лопатичасти и опадају након цветања биљке. Листови стабла су у основи сужени и како расту према врху постају шиљати или тупи. Достижу дужину од око 2 cm, а ширина је око 5мм. Лице ових листова је зелене боје и на њима се увиђају звездасте длаке, док им је наличје сребрнасто-беле боје и врло густо је прекривено звездастим длакама.
Цвасти су у виду гроње. Ширина им је од 5-15 cm. Цветови су жути и мањи од пола центиметра. Чашични листићи су широко ланцетасти и прекривени звездастим длакама, док су крунични листићи широко елиптични или обрнуто јајасти, на основи доста сужени у нокатац док су на врху заокружени. Исте су дужине као и цветови и на наличју прекривени звездастим длакама. Прашници су једва видљиви због дужине од 2мм. Поседује љушчицу која је спљоштена, на оба краја заобљена или на врху тупа, ређе је обрнуто срцаста, а најчешће округла и обрнуто јајаста. Може бити густо или проређено прекривена звездастим длакама. Стубић је дужине око 1мм. Семе је спљоштено.  Његово семе се везује за оближње растуће биљке. 

## Станиште
Ова врста се проналази често на кречњачким стенама, серпентину, предпланинском и планинском региону, као и шумским стаништима. Захваљујући ветру и антропогеном утицају, ова јединка доспева до отворених осунчаних станишта чак и до урбанијих делова.  

## Распрострањеност
Пореклом је из југоисточне Европе, односно насељава Балканско полуострво, Румунију и некадашње територије СССР-а(Русија, Естонија, Литванија, Летонија, Белоруција, Молдавија, Украјина итд.). Присутна је и на територијама југозападне и Мале Азије. 